# Oláh János (író)
Oláh János (Nagyberki, 1942. november 24. – Budapest, 2016. július 25.) József Attila-díjas magyar költő, író, szerkesztő, a Kilencek költőcsoport tagja, Mezey Katalin férje, Lackfi János, Oláh Katalin és Oláh Mátyás apja.

## Életpályája
Szülei Oláh János és Nagy Etel voltak, anyai nagyapja, Nagy Ferenc a falu kovácsa volt. 1961–1966 között az ELTE Bölcsészettudományi Kar magyar-népművelés szakán tanult. 1971–1972 között a Testnevelési Főiskola edzőképzőjét is elvégezte. 1966–1968 között könyvkereskedő, majd művelődési házban volt propagandista. 1968–1970 között szabadfoglalkozású volt. 1970–1971 között kultúrházban dolgozott. 1973–1975 között cselgáncsedző volt. A Remetei Kéziratok című irodalmi és művészeti periodika kiadója, a Kézirat Kiadó vezetője. 1994 óta a Magyar Napló főszerkesztőjeként dolgozott. 1995–2008 között a FOKUSZ Egyesület elnöke volt.

## Költészete
Irodalmi pályája 1969-ben az Elérhetetlen föld című versantológiával indult. Verseiben kevés képet használ. Legfontosabb költői eszközei: lakonikus mondatok, párhuzamok, gondolati paradoxonok, ellentétek. Reflexiós, meditatív hangulatú regényeiben gyermekkori emlékeit dolgozta fel. Az Örvényes partján című novellafüzetében (1988) a történetek képzeletbeli színterein a második világháború és az azt követő évtized eseményei egy világtól elzárt falusi közösség életében jelennek meg.

## Magánélete
1971-ben feleségül vette Mezey Katalin Kossuth-díjas írónőt. Három gyermekük született; János (1971), Katalin (1974) és Mátyás (1975).

## Művei
- Fordulópont (regény, 1972)
- Közel (regény, 1976)
- Visszatérés (regény, 1979)
- Jel (versek, 1981)
- Az őrült (regény, 1983)
- Az Örvényes partján (elbeszélések, 1988)
- Válogatott versek - Selected poems (Mezey Katalinnal, 1990)
- Elbeszélések - Erzahlungen (Mezey Katalinnal, 1990)
- Nagyító fény (válogatott versek, 1991)
- Kenyérpusztítók (dráma, 1994)
- Vérszerződés (novellák, 2001)
- Por és hamu (versek, 2002)
- Száműzött történetek (novellafüzér, 2011)
- Közel (regény, második, átdolgozott kiadás, 2014)
- Belső tükör (összegyűjtött versek 1958–2014)
- Az őrült (regény, második, átdolgozott kiadás, 2014)
- A szavak lélegzete. A Magyar Művészeti Akadémia Irodalmi Tagozatának versantológiája; szerk. Oláh János; Fokusz Egyesület, Bp., 2016
- "Támadó tűz voltunk". Magyar költők, írók az 1956-os forradalomról; vál., szerk. Oláh János és Mezey Katalin, életrajzi jegyz. Mórocz Gábor, Mezey Katalin; Magyar Művészeti Akadémia, Bp., 2016
- Csókold meg a csizmám! Elbeszélések; szerk. Mezey Katalin; Magyar Napló, Bp., 2017

## Díjai, kitüntetései
- Móricz Zsigmond-ösztöndíj (1974, 1977)
- SZOT-ösztöndíj (1979)
- Greve-díj (1992)
- Az EURÓPA 1968 pályázat díja (1993)
- József Attila-díj (1994)
- A Magyar Köztársasági Érdemrend tisztikeresztje (1994)
- Az MTI-PRESS tárcapályázatának különdíja (1994)
- Bethlen Gábor-díj (2009)[6]
- Arany János-díj (2012)
- Márai Sándor-díj (2012)
- A Partiumi Írótábor díja (2012)
- Magyarország Babérkoszorúja díj (2014)

## Emlékezete
A költő nagyberki szülőházát a család 2017-ben a községnek ajándékozta. Az önkormányzat valamilyen tájházat vagy emlékszobát szeretne kialakítani benne.